# Terrence Agard
Terrence Agard (Willemstad, 16 de abril de 1990) é um atleta neerlandês, medalhista olímpico.
Nos Jogos Olímpicos de Verão de 2020, conquistou a medalha de prata na prova de revezamento 4x400 metros masculino com o tempo de 2:57.18 minutos, ao lado de Liemarvin Bonevacia, Tony van Diepen, Ramsey Angela e Jochem Dobber.